# Поплави (Холмський повіт)
Поплави (пол. Popławy) — село в Польщі, у гміні Войславичі Холмського повіту Люблінського воєводства.
Населення — 28 осіб (2011).
У 1975-1998 роках село належало до Холмського воєводства.

## Демографія
Демографічна структура станом на 31 березня 2011 року:
|          | Загалом | Допрацездатний вік | Працездатний вік | Постпрацездатний вік |
| -------- | ------- | ------------------ | ---------------- | -------------------- |
| Чоловіки | 13      | 2                  | 8                | 3                    |
| Жінки    | 15      | 5                  | 4                | 6                    |
| Разом    | 28      | 7                  | 12               | 9                    |